# Bartolomeus Curtius

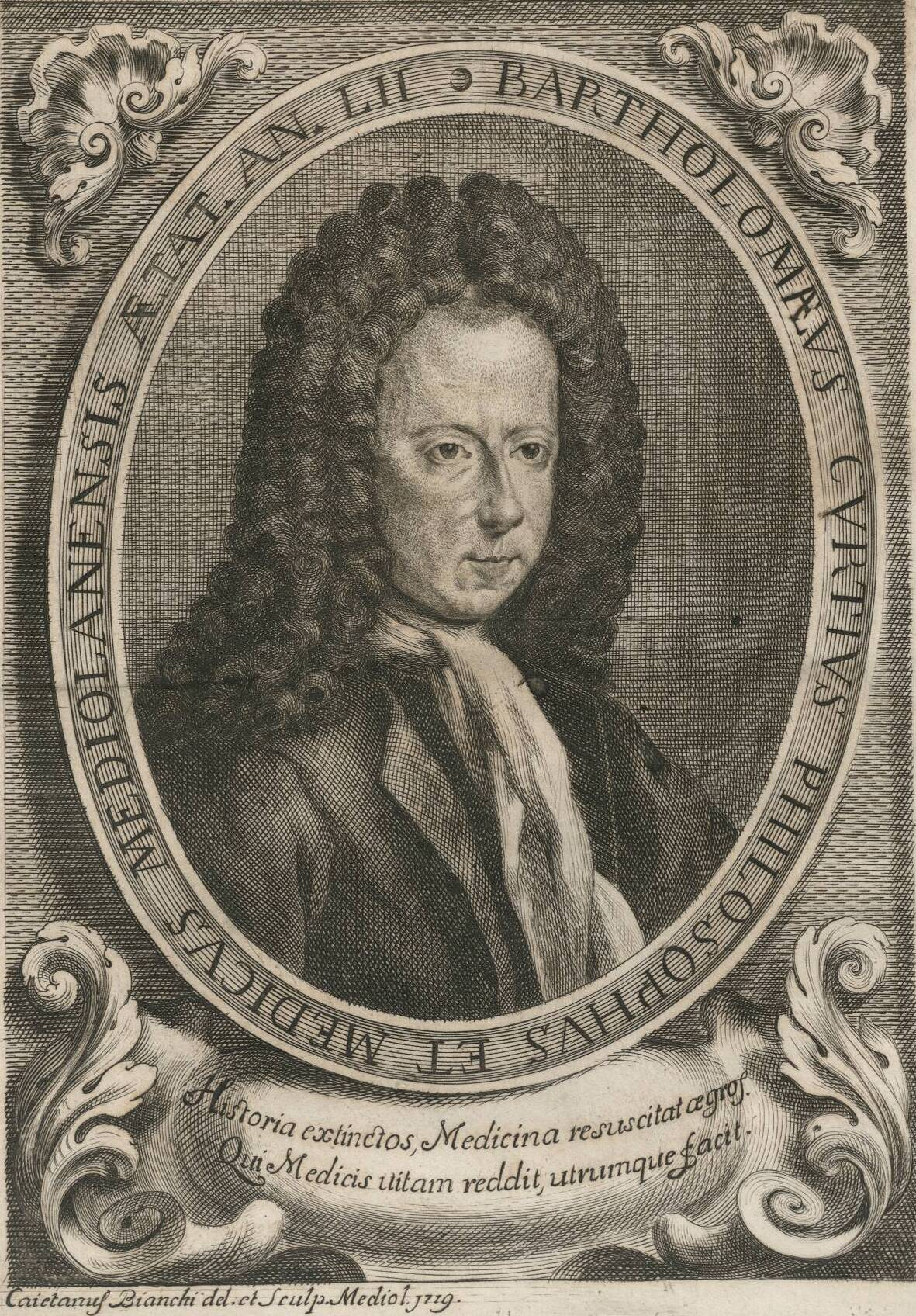
Bartolomeus Curtius

Bartolomeus Curtius, auch Bartolomeo Corte, (* 1666 in Mailand/Italien; † 17. Januar 1738 daselbst) war Arzt in Mailand und Mitglied der Gelehrtenakademie „Leopoldina“.

## Leben
Bartolomeus Curtius war Philosoph und Mediziner und wirkte als Arzt am Mailänder Hospital Fatebenefratelli der Barmherzigen Brüder. Er beschäftigte sich unter anderem mit Frauen, die im Kindbett schwer erkrankten und einen hirseförmigen Ausschlag zeigten.
Bartolomeus Curtius wurde am 5. Dezember 1714 unter der Matrikel-Nr. 312 mit dem akademischen Beinamen HICESIUS I. als Mitglied in die Leopoldina aufgenommen.
Seine 1702 erschienene Schrift „Lettera nella quale si discorre ...“, in dem er sich mit der Frage befasste, wie schnell die Seele in einen ungeborenen Föten eindringt, wurde per Dekret der Glaubenskongregation im Jahr 1703 auf den Index gesetzt.

## Werke
- Lettera Nella quale si discorre da qual tempo probabilmente s’infonda nel Feto l’anima ragionevole scritta al Alfonso Lodi, 1702. Digitalisat.
- Riflessioni del dottor Bartolomeo Corte, sopra alcune Opposizioni addotte contro del Salasso, 1713. Digitalisat
- Notizie istoriche intorno a’medici scrittori Milanesi, e a’principali ritrovamenti fatti in medicina dagl’Italiani, 1718. Digitalisat
- Lettera di Bartolomeo Corte al dottissimo, ed eruditissimo signore Giuseppe Antonio Sassi bibliotecario dell’insigne Biblioteca Ambrogiana.
- Lettera ... della peste, 1720. Digitalisat